# Cattle Queen of Montana
Cattle Queen of Montana (bra Montana, Terra do Ódio) é um filme de faroeste estadunidense de 1954, dirigido por Allan Dwan e estrelado por Barbara Stanwyck e Ronald Reagan. O elenco de apoio inclui Gene Evans, Lance Fuller, Jack Elam, Chubby Johnson e Morris Ankrum.

## Elenco
- Barbara Stanwyck como Sierra Nevada Jones
- Ronald Reagan como Farrell
- Gene Evans como Tom McCord
- Lance Fuller as Colorados
- Anthony Caruso como Natchakoa
- Jack Elam como Yost
- Yvette Duguay como Starfire
- Morris Ankrum como J.I. 'Pop' Jones
- Chubby Johnson como Nat Collins
- Myron Healey como Hank
- Rodd Redwing como Powhani
- Hugh Sanders como Coronel Carrington
- Byron Foulger como Funcionário do Land Office
- Burt Mustin como Dan

## Recepção
A Variety relatou que o filme era "um faroeste apático e comum" com um "roteiro [que] tem pouca imaginação e muito clichê" e que "a direção de Allan Dwan é lenta". Uma crítica do filme no The New York Times descreveu Stanwyck como "bonita como um pôr do sol ocidental em seu penteado encaracolado cor de cenoura", mas que ela "é dado pouco a fazer, exceto perseguir a exuberante vegetação da montanha e atirar nela com os homens maus"; O desempenho de Reagan foi descrito como "robusto e óbvio".